# ミはμ'sicのミ
- ラブライブ! > μ's > ミはμ'sicのミ
- ラブライブ! > ラブライブ!のディスコグラフィ > ミはμ'sicのミ

「ミはμ'sicのミ」（みはみゅーじっくのみ）は「ラブライブ!みんなで作るμ'sの歌」のコラボシングル。μ'sによるシングルとして2015年4月22日にLantisから発売された。

## 概要
前作「Shangri-La Shower」から約6ヶ月ぶりとなるシングル。電撃G'sマガジンで募集した『みんなで作るμ'sの歌』の意見を元に作られた楽曲を収録している。2015年3月27日に楽曲詳細と試聴動画が公開された。
表題曲の「ミはμ'sicのミ」は読者の投書によって採用された4つのテーマ（『μ'sic』、『君と僕の足跡』、『積み重ねた時間』、『この出会いは奇跡』の4つ）を元に、歌詞が作られた。また、5月30日より開催されるツアー「μ's Fan Meeting Tour 2015」にて初披露されることが事前に発表されている。
c/w曲の「Super LOVE=Super LIVE!」はエースコック「劇場版ラブライブ! 公開記念企画 I LOVE玉ねぎ豚だし醤油ラーメン/I LOVE ニラうま辛豚骨ラーメン」のCMソングに起用された。同CMにはμ'sより星空凛が出演している。
キャッチコピーは「みんなで作ったみんなのシングル！」

## チャート成績
4月21日付のオリコンデイリーランキングでは7位にランクインし、22日付では5位、24日付では4位にランクインした。5月4日付のオリコン週間ランキングでは初動3.3万枚で週間5位にランクイン。「No brand girls/START:DASH!!」から10作連続で週間TOP5入りを達成した。

## 収録曲
（全作詞：畑亜貴）
- CD

1. ミはμ'sicのミ [4:36]
  - 作曲・編曲：高田暁
  - みんなで作るμ'sの歌として、電撃G'sマガジンによって投稿されたキーワードが歌詞の一部に採用されている。
2. Super LOVE=Super LIVE! [5:42]
  - 作曲・編曲：河田貴央
  - エースコック「劇場版ラブライブ! 公開記念企画 I LOVE玉ねぎ豚だし醤油ラーメン/I LOVE ニラうま辛豚骨ラーメン」CMソング
  - 歌詞に「μ's」「ラブライブ」の単語が入っており、μ'sの集大成的曲。
3. ミはμ'sicのミ (Off Vocal) [4:36]
4. Super LOVE=Super LIVE! (Off Vocal) [5:40]